# Деметріс Христофіас
Деметріс Христофіас (грец. Δημήτρης Χριστόφιας; нар. 29 серпня 1946 — пом. 21 червня 2019) — кіпрський політик, комуніст, шостий президент Кіпру.

## Біографія
Димитріс Христофіас народився в 1946 році у селищі Дікомо в північній частині острова. З ранньої юності брав участь у молодіжному русі Прогресивної партії трудового народу Кіпру (АКЕЛ).
В юності працював, допомагаючи батькові, під час літніх канікул. У віці 14 років вступив у Загальногрецьку єдину організацію учнів середніх шкіл (ПЕОМ). У 1964 році став членом Прогресивної партії трудового народу Кіпру (АКЕЛ), Всекіпрської федерації праці (ПЕО) та Єдиної демократичної організації молоді (ЕДОН). У 1969 році на п'ятому з'їзді ЕДОН був обраний членом Центральної Ради організації.
У 1969—1974 рр. навчався в Москві й захистив кандидатську дисертацію з історії в Академії соціальних наук. З кінця 1960-х років зробив кар'єру в партії АКЕЛ, у 1988 році очолив партію після смерті свого попередника та вчителя Езекіаса Папаіоанну.
7 червня 2001 року обраний головою парламенту. Переобраний на новий термін як голова парламенту 2006 року. 24 лютого 2008 року Христофіас обраний Президентом Кіпру від Прогресивної партії трудового народу Кіпру (АКЕЛ).
18 березня 2010 року Деметріс Христофіас здійснив офіційний візит до Афін, де зустрівся з прем'єр-міністром Греції Йоргосом Папандреу. 19 березня Президент Кіпру в Патрах відкрив пам'ятник на площі Ахаї сержанту Христосу Грівасу, який зник безвісти у Патрах. Того ж дня Президентові Кіпру присвоєно звання почесного професора Університету в Патрах. 20 березня відкрив нову будівлю посольства Кіпру в Афінах, а 21 березня — виступив на церемонії відкриття пам'ятника Елефтеріосу Венізелосу і Софоклісу Венізелосу в місті Ханья на острові Крит.
У липні 2014 року на зустрічі з Аксьоновим сказав, що визнає Крим російським.

## Нагороди
- Орден князя Ярослава Мудрого I ст. (Україна, 4 липня 2011 року) — за визначний особистий внесок у розвиток українсько-кіпрських міждержавних відносин[7]